# Диуф, Амара
Амара Диуф (фр. Amara Diouf; родился 7 июня 2008, Сенегал) — сенегальский футболист, нападающий сборной Сенегала.

## Клубная карьера
Амара Диуф — воспитанник клуба «Женерасьон Фут».

## Карьера в сборной
Весной 2023 года Амара Диуф вместе с сборной Сенегала до 17 лет выиграл юношеский Кубок африканских наций, став лучшим бомбардиром турнира. Он также побил рекорд Кубка по голам, который принадлежал Виктору Осимхену.